# كارلو أوستي
كارلو أوستي (بالإيطالية: Carlo Osti)‏ (من مواليد 20 يناير 1958 في فيتوريو فينيتو) هو لاعب كرة قدم إيطالي محترف متقاعد.